# Немира, Ян
Ян Немира (Немир) (2-я половина XIV века — после 1422/1423) — государственный деятель Великого княжества Литовского, конюший великого князя литовского Витовта (1398), наместник полоцкий в 1412—1413 годах.

## Биография
Литовский боярин, родоначальник литовского шляхетского рода Немировичей герба «Ястржембец».
Ян Немира упоминается в исторических источниках в 1398—1423 годах.
В 1398 году литовский боярин Ян Немира участвовал в заключении Салинского договора между великим князем литовским Витовтом и великим магистром Тевтонского ордена Конрадом фон Юнгингеном. В мирном договоре он фигурировал в качестве конюшего великого князя литовского.
В 1412 году по поручению короля польского Владислава Ягелло и великого князя литовского Витовта Ян Немира вместе с Зиновием Братошичем возглавил посольство в Великий Новгород, призывая новгородцев начать войну с Ливонским орденом.
В 1413 году наместник полоцкий Ян Немира участвовал в подписании Городельской унии между Великим княжеством Литовским и Польским королевством. Он вместе с 47 другими представителями литовских боярских семей, принявшими католичество, получил право на польские родовые гербы. Ян Немира принял герб «Ястржембец», получив разрешение епископа краковского Войцеха Ястшембеца.
В 1422 году Ян Немира участвовал в подписании Мельнского мира между Польским королевством, Великим княжеством Литовским и Тевтонским орденом. Мирный договор засвидетельствовали 95 польских и литовских сановников.
Ян Немира владел имением Вселюб в Новогрудском повете, где в начале XV века он основал приходской костёл.

## Семья
От брака с некой Анной (её фамилия неизвестна) у Яна Немиры было четыре сына:
- Николай Немирович, наместник витебский, маршалок королевский
- Андрей (Андрюшка) Немирович, дед воеводы киевского и гетмана польного литовского Андрея Немировича
- Ян Немирович, маршалок господарский, отец Якуба Немировича-Щита
- Фёдор (Федька) Немирович

Потомки Яна Немиры герба «Ястржембец» использовали фамилию «Немировичи». Один из его сыновей, Николай Немирович, финансировал строительство существующего и поныне костёла Святой Троицы в Ишколде. Начиная от одного из внуков Яна Немиры, Якуба Немировича, получившего прозвище «Щит», члены семьи также использовали двойную фамилию «Немировичи-Щиты» или «Щиты-Немировичи».
Польские потомки Яна Немиры существуют и в настоящее время. Это так называемая каштелянская ветвь рода. Это потомки Яна Кшиштофа Щита-Немировича (умер между 1756 и 1771 годами), одного из сыновей каштеляна смоленского Кшиштофа Щита-Немировича (ум. 1720). Эта линия рода называется Кожан-городокская (имение Кожан-Городок, теперь Республика Беларусь). Сейчас Немировичи-Щиты проживают в Варшаве и её окрестностях.
Семья Немировичей-Щитов герба «Ястржембец» является одной из двух (наряду с Радзивиллами) существующих семей, которые ведут своё прямое происхождение от литовских бояр, участвующих в подписании Городельской унии между Польшей и Великим княжеством Литовским в 1412 году.